# Okoličná na Ostrove
Okoličná na Ostrove este o comună slovacă, aflată în districtul Komárno din regiunea Nitra. Localitatea se află la altitudinea de 110 m deasupra n.m., se întinde pe o suprafață de 29,89 km2 și în 2017 număra 1.491 de locuitori.

## Istoric
Localitatea Okoličná na Ostrove este atestată documentar din 1229.

## Demografie
| An:                | 1994 | 2004   | 2014   | 2024   |
| ------------------ | ---- | ------ | ------ | ------ |
| Număr de persoane: | 1461 | 1427   | 1512   | 1442   |
| Diferență:         |      | −2,32% | +5,95% | −4,62% |

| An:                | 2023 | 2024   |
| ------------------ | ---- | ------ |
| Număr de persoane: | 1451 | 1442   |
| Diferență:         |      | −0,62% |